# アルトゥーロ・フェラーリン
アルトゥーロ・フェッラーリン（Arturo Ferrarin、1895年2月12日 - 1941年7月18日）は、イタリア王国のパイロット。1920年にローマから東京まで飛び、世界で初めて欧亜連絡飛行を成功させた。

## 生涯
1895年、ヴェネト州ヴィチェンツァ県ティエーネ生まれ。トリノで学び、ルイ・ブレリオと知り合った。1916年夏にパイロットとしての訓練を受け、第一次世界大戦で戦闘機のパイロットとして活躍した。
戦後は、パリ近郊のヴィラクブレー(Villacoublay)で曲芸飛行家として活動したり、アムステルダムの国際航空ショーに参加したりした。1920年2月14日から5月31日にかけて、グイド・マジエーロ（it:Guido Masiero）中尉とともにアンサルドS.V.A.9機でローマ・東京間1万8000kmを飛行し（飛行時間109時間）、名声を得た（it:Raid Roma-Tokyo）。
その後は、アンサルド社のテストパイロットとして働く傍ら、1922年にはニース、1923年にはスペイン・ポーランドで曲芸飛行家として活動した。1925年にはヨーロッパ各地を巡回し、ベルギー国王の一家を搭乗させたこともある。1926・27年にはシュナイダー・トロフィー・レースに参加した。

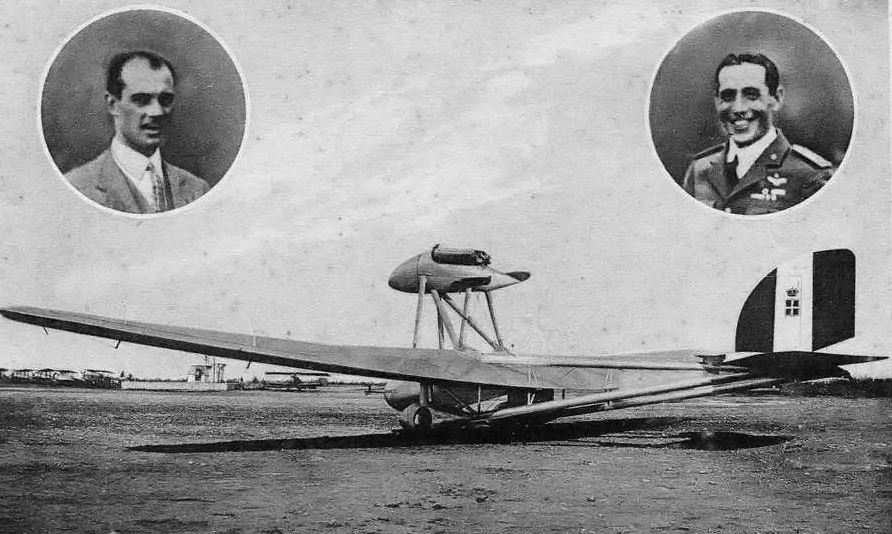
フェラーリンとプレーテが記録を打ち立てた飛行艇S.64

1928年6月、カルロ・デル・プレーテとともに、サヴォイア・マルケッティの飛行艇S.64に搭乗し、周回無着陸飛行で（7,666km、滞空時間53時間37分）の記録を達成。ついで、同機でローマ郊外のモンテチェーリオからブラジルのナタールまで7,186kmの無着陸長距離飛行記録を樹立した。これにより、イタリアの　Medaglia d'oro al valor aeronautico　のほか、国内外で多くの賞を獲得した。1929年、"Voli per il mondo"（世界への飛行）を出版。
その後は、イタリアの航空会社の技術顧問を務めた。第二次世界大戦が勃発するとパイロットへの復帰を希望するが、1941年7月18日、ローマ郊外のグイドーニアの飛行場において、テスト飛行中に事故死した。

ローマ〜東京間の飛行ルート

## ローマ・東京間飛行
1918年、イタリア第87戦闘機航空部隊はイタリア初の国産戦闘機アンサルドSVA（ズヴァ）によるパドヴァ・ウィーン間1000kmの長距離飛行を成功させた。この時同乗したガブリエーレ・ダンヌンツィオは次の計画として「ローマ─東京長距離飛行」を発表した。空軍参謀本部はアンサルドSVA機を主力とする計11機（うち4機は予備機）の航空隊を編成し、政府も2万リラを出資して、総距離1万8000kmのルートを準備した。
フェラーリンは1920年2月14日に航空機関士のカッパンニーニ軍曹とともに出発。グイド・マジエーロ中尉もマレッタ伍長と同日別機で出発した。2機は5月25日に北京より日本統治下の朝鮮の京城に到着し、朝鮮軍司令官宇都宮太郎らの歓迎を受け、大邱を経て、5月30日に大阪の城東練兵場に到着した。大阪ではイタリア空軍の準備委員長らと在神戸イタリア領事、日本陸軍飛行第2大隊長杉山元中佐らのほか、第4師団長町田経宇・大阪府知事池松時和・大阪市長池上四郎らが出迎えた。
翌日、フェラーリンは機翼に紅白のリボンをつけ、座席にはセルロイドのキューピーを吊るし、日本人形を抱えたカッパンニーニとともに搭乗し、ビリケンを飾ったマジエーロ機とともに東京に向けて飛び立った。フェラーリンは悪天候で方向を失い、岐阜の各務原飛行場に一時着陸したため、マジエーロ機に1時間遅れで代々木練兵場（現・代々木公園）に到着した。ローマから約30か所を経由し、109日をかけ、平均時速160km相当で約112時間の飛行だった。マジエーロは本機破損のため予備のSVAに乗り換える際に広東・上海間を船で移動したため、彼の記録は公認されなかった。ローマを出発したその他の飛行機はイラクのバスラ到着以前にすべて墜落していた。なお、ちょうど同じ頃（5月前半)、各務原で操縦術修業を命じられていた日本陸軍の下士官2名が相次いで訓練中に墜落して命を落としている。

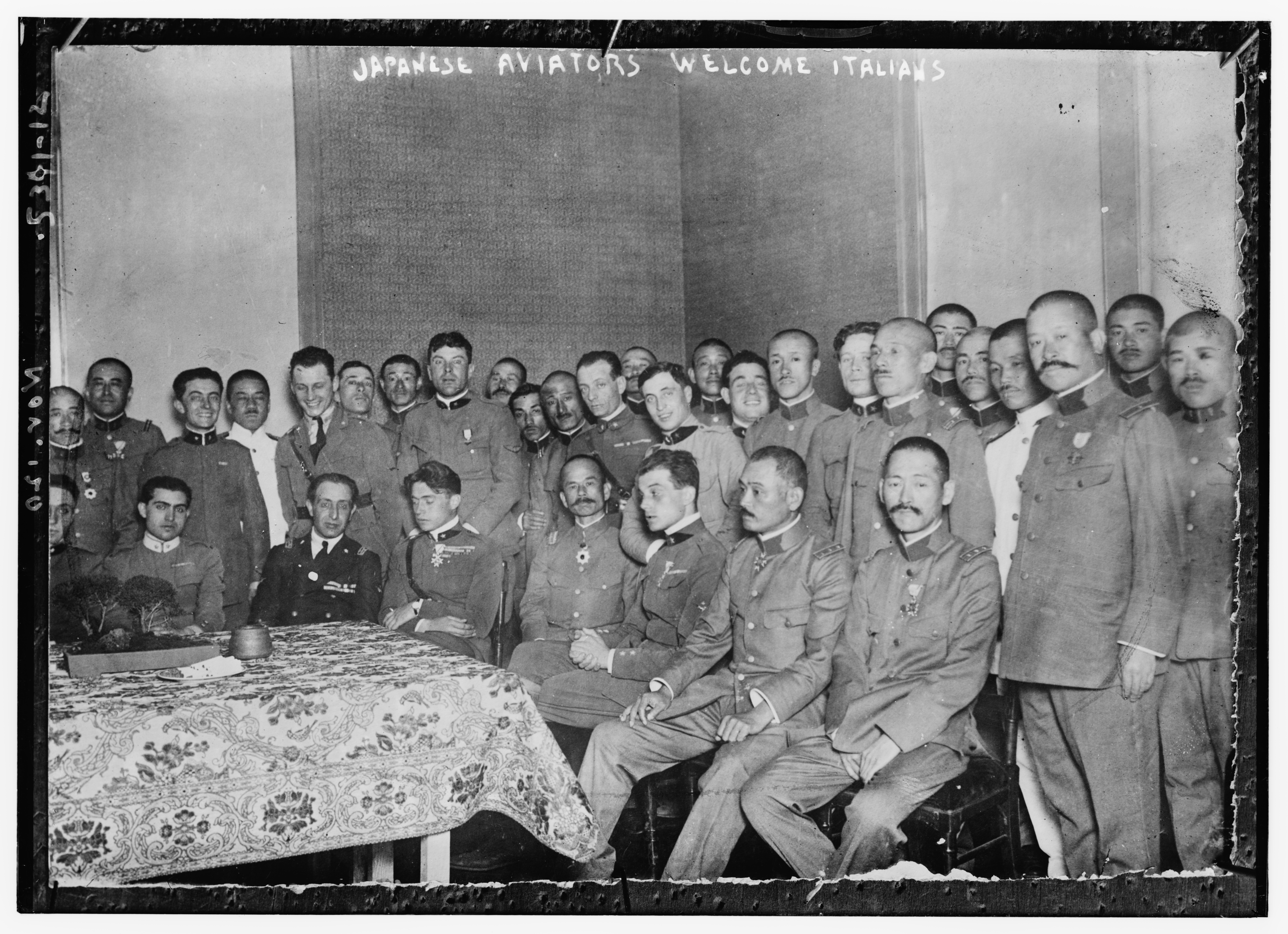
フェラリーン一行を歓待した日本の飛行関係者たち（1920年）

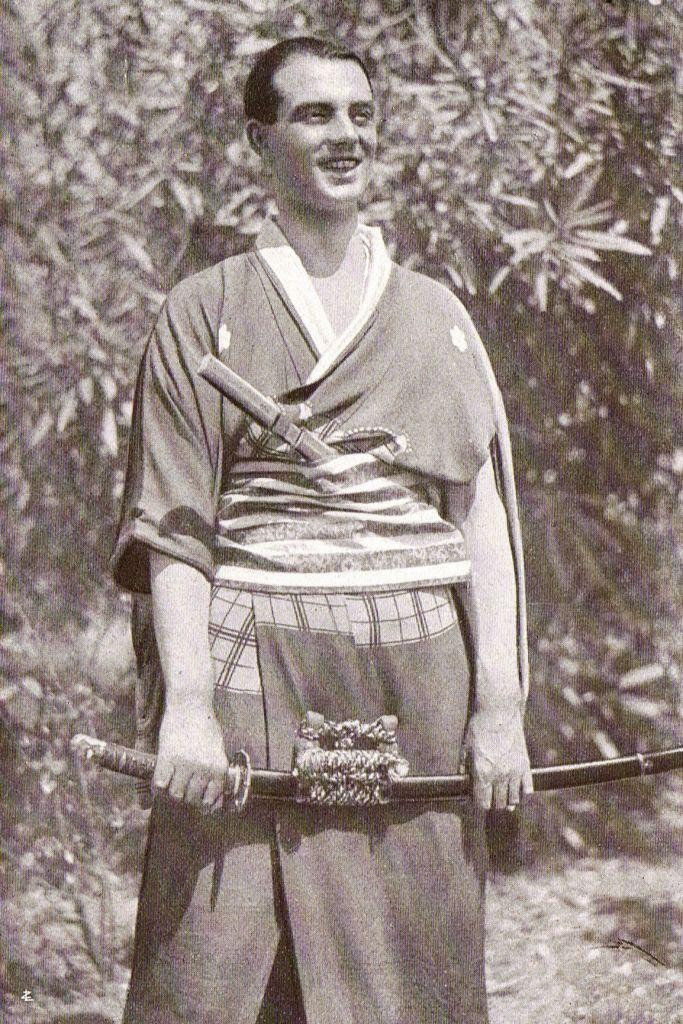
侍姿のフェラーリン

代々木練兵場では、日伊の航空関係者のほか、陸軍大臣田中義一、外務大臣内田康哉、東京帝国大学総長山川健次郎、東京市長田尻稲次郎、侯爵鍋島直大、元イタリア公使伊集院彦吉ら高官が出迎え、熱狂する観客の中をフェラーリンら4人は花自動車で一周し、祝賀式ののち、築地精養軒に宿泊した。翌日から、イタリア大使館、帝国飛行協会総裁久邇宮邦彦王邸、首相官邸、陸海軍・外務各省などを訪問し、宮中から招待を受けて皇居で貞明皇后にも謁見した。4人には瑞宝章が叙勲（フェラーリン、マジエーロは勲五等、カッパンニーニは勲七等、マレットは勲八等）田中陸相の祝宴では日本刀が贈られた。九段の偕行社では、日本への親書をローマから携えつつペルシャ湾岸のブーシェフルで遭難した2名の搭乗員のために、曹洞宗による葬儀が行われた。

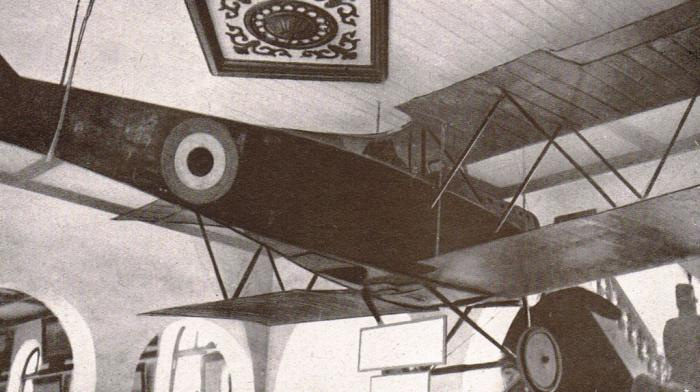
遊就館に展示されたフェラーリンのアンサルドSVA

日本側は2か月にわたって様々なかたちで一行をもてなしていたが、フェラーリンとマジエーロの仲が次第に険悪となり、突然7月後半に相次いで帰国してしまった。フェラーリンらの搭乗機はイタリア政府から日本政府に寄贈され、世界初の欧亜連絡機として同年に京都の岡崎公園で開催された平和記念航空博覧会に展示された。さらにフェラーリンの搭乗機は帝室博物館（宮内省）に陳列が打診されたが、同館の列品陳列の情況が困難とされたため、陸軍省が受贈し1921年1月に靖國神社境内の遊就館に展示された。一方、マジエーロ搭乗機は1920年中に中華民国に寄贈され、そのほかの予備機や飛行機材料は海軍省が受領した。なお遊就館本館最奥部の階段室天井に懸吊されたフェラーリン搭乗機は、2年後の関東大震災で同館が被災したのち両同館が再建開館した翌1923年12月に廃品処分とされた。その後は立川飛行学校に譲渡されたとされる。朝日新聞社は２機の到着や歓迎の様子をおさめた映像をイタリア王室に献上した。
1925年には朝日新聞社の「東風」「初風」の2機が欧州訪問飛行を敢行、このときの最終目的地ローマへ飛行の際にはフェラーリン自身が歓迎飛行のため離陸したが、連絡の齟齬から飛来コース上での邂逅ははたせなかった。また内田百閒の提案で法政大学の学生が複葉機「青年日本号」でローマに向かった。また、イタリアの飛行愛好家たちにより、「2020年東京・ローマ帰還飛行」が計画されている。

## 備考
- アリタリア航空は、所有するボーイング767-300型機の一機（I-DEIL）に「Arturo Ferrarin」と名付けている。
- スタジオジブリのアニメ映画『紅の豚』の主人公ポルコ・ロッソの空軍時代の戦友であるフェラーリン少佐は、この人物がモデルとなっているとされる。